# Ameca (робот)
Амека (англ. Ameca) — человекоподобный робот. На момент своего создания (2021 год) считался наиболее продвинутым роботом в плане подражания человеку.

## Описание
Робот имеет гуманоидную форму. Внешний вид не скопирован с кого-либо и остается нейтральным, даже цвет его кожи серый. Робот управляется системой Tritium собственной разработки компанией Engineered Arts. Эта система имеет высокую модульность и обучаемость, что дает без проблем роботу учиться новым возможностям. Также она позволяет легко подключать сторонние ПО, например робота недавно подключили к системе GPT-3 (третье поколение алгоритма обработки естественного языка от OpenAI).

## Возможности
Робот умеет копировать человеческую мимику и речь, вести осмысленный диалог. Также робот умеет неплохо работать руками. Умеет стоять на ногах, но пока не умеет ходить.